# Società ferroviaria dell'Uganda
La Società ferroviaria dell'Uganda (anche nota come Uganda Railways Corporation o URC) è un'azienda pubblica partecipata e la principale società ugandese per la gestione del trasporto ferroviario. 
È stata costituita dopo lo scioglimento della East African Railways Corporation (EARC) nel 1977, quando ha rilevato la parte ugandese delle ferrovie dell'Africa orientale.

## Storia
Il sistema dell'URC affonda le sue radici nella ferrovia coloniale britannica a scartamento metrico, trasformata dopo la prima guerra mondiale nella EARC. Il suo funzionamento dopo la scomparsa dell'EARC fu ostacolato dalla guerra civile e dall'inefficienza della gestione in Uganda. Nel 1989, i soldati governativi massacrarono sessanta civili alla stazione di Mukura.
Nel 2005, il Rift Valley Railways Consortium (RVRC) del Sudafrica si aggiudicò la concessione per la gestione della URC e delle Ferrovie del Kenya. L'entrata in funzione della concessione al RVRC era prevista per il 1º agosto 2006. Tuttavia, il 28 luglio 2006 l'East African Standard riportò che l'acquisizione era stata posticipata al 1° novembre 2006. Questa avvenne nel novembre 2006 e la durata prevista era di 25 anni.
La crisi keniota del 2007-2008 incluse rivolte distruttive che bloccarono e, parzialmente, distrussero il sistema ferroviario che collega il Kenya e l'Uganda, con conseguenti difficoltà economiche di approvvigionamento per l'Uganda. Inoltre, la distruzione e la perdita di reddito portarono a significative perdite finanziarie.
Il 9 ottobre 2008, l'australiana Toll Holdings stipulò un contratto per la gestione della ferrovia tra Kenya e Uganda, sostituendo la gestione della RVRC. Funzionari della controllata di Toll, Patrick Defence Logistics, avrebbero gestito la ferrovia dopo la transizione.
Nell'agosto 2017, il Kenya ha infine rescisso la concessione di RVRC, citando il mancato adempimento da parte di RVRC a quanto stabilito nell'accordo di concessione. Nell'ottobre 2017, l'Uganda ha seguito l'esempio, ma RVRC è corsa in tribunale per fermare la rescissione. Alla fine di febbraio 2018, URC ha finalmente preso possesso dei beni in concessione e ha ripreso a gestire il sistema ferroviario a scartamento metrico in Uganda.
Nel 2023, URC ha iniziato i lavori di ripristino della linea settentrionale fino a Gulu, rinunciando alla costruzione di una nuova ferrovia a scartamento normale a favore del ripristino di quella esistente.